# 聽覺系統
聽覺系統（英文：Auditory system）是聽覺的感覺系統，包括作为听觉感官的耳朵（外耳、中耳、內耳）、相关神经通路（如听神经）以及位于脑部的听觉中枢，其中听觉中枢的核心是位于大脑颞叶的听觉皮层。听觉系统的解剖学结构被称为听觉通路（英文：auditory pathway），简称听路。

## 听觉外周
听觉外周（Peripheral Auditory System）是指包括耳（听觉感官）、听神经（感觉神经）等一些周围神经系统中的有关听觉构造。

### 外耳
圍繞耳道的軟骨摺疊位稱為耳廓。當聲波碰擊倒耳廓，便會被反射和減弱，這些改變提供了額外的訊息去幫助腦部確定聲音來臨的方向。聲波進入耳道，一個看似很簡單的管，耳道會放大在3至12千赫之間的聲音。在耳道末端的是鼓膜，它標記著中耳的起點。

### 中耳
中耳结构包括鼓膜、鼓室和听小骨。外耳道傳送的聲波會碰擊到耳膜或鼓膜。這些波訊息通過一系列幼細的听小骨，即錘骨(錘)、砧骨(砧)和鐙骨(鐙)，在充滿空氣的鼓室中傳送。這些小骨扮演著槓桿和電報交換器的角色，把低壓的鼓膜聲音振動轉換成高壓聲音振動在另一個，更小的薄膜叫卵圓窗。更高的壓力是必要的，因為在卵圓窗之外的內耳包含的是分泌液而不是空氣。經過聽骨鏈的聲音並非平均地被放大。中耳肌肉的聽覺反射幫助保護內耳免受損傷。中耳仍然以波形式包含聲音資訊，然後聲音資訊會在耳蝸被轉換成神經衝動。

人耳结构图。褐色和部分绿色为外耳、红色为中耳、紫色为内耳。

### 內耳
內耳的核心结构是骨迷路，其中包含耳蝸和前庭系统，其中后者负责平衡觉、不参与听觉。耳蝸由三個充滿淋巴液的空腔組成，基底膜隔开了其中兩个空腔。其中一个空腔叫耳蝸管，包含內淋巴以及柯蒂氏器，后者形成一緞知覺上皮（sensory epithelium），它縱長向下整個耳蝸。耳蜗内部的液体由于压力振动可产生波动，柯蒂氏器内的毛細胞可把液体波动變換成神經信號，而听神經行程的第一步就在這裡開始。

#### 毛細胞
毛細胞是柱狀的細胞，每個上面都有100-200束特有的纖毛。這些纖毛是聽力的機械感應器。輕微靜止在最長的纖毛上面的是覆膜，它以每個聲音週期來前後移動，傾斜纖毛，並允許電流進入毛細胞。毛細胞，就像眼睛的光感受器，它顯示的不是其它神經元的動作電位的表現特徵，而是其等級反應。這些被等級反應不被動作電位的「所有或沒有任何」特點限制。這時，你也許問多少擺動的頭髮會觸發在膜潛力上的差別。當前的模型是，纖毛以「頂尖連接」（連接一纖毛頂尖到另一個一纖毛頂尖的結構）來互相依附著另一個。伸展和壓縮頂尖連接會打開一個離子通道和導致在毛細胞上產生感受器電位。

#### 听神经元
耳蝸连接的神經是前庭耳蝸神經，其中前庭神经是平衡觉神经、耳蜗神经是听觉神经。耳蝸裡，毛細胞遠比傳入神經纖維少，时常多个听神经纤维支配一个毛細胞。在神經元的突觸前有一個"密集體"，這密集體被突觸神經泡圍繞，可幫助快速釋放神经递质。

## 听觉中枢

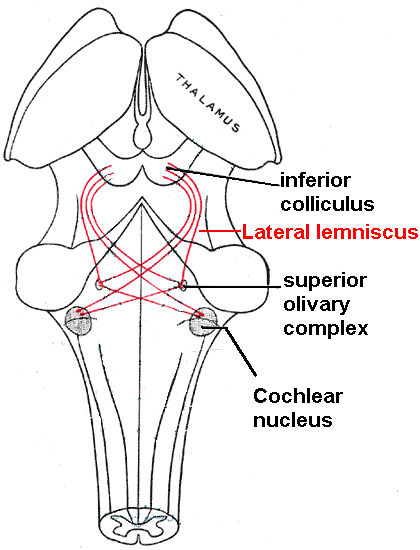
外侧丘系（Lateral lemniscus）、耳蜗核（cochlear nucleus） 、上橄欖複合體（superior olivary nucleus）、下丘（inferior colliculus）

声音信号自内耳沿著聽覺神經进入中枢神经系统（听觉中枢）：首先经过腦幹的部分结构（例如，耳蝸核和下丘）并在其中的各個小站被處理，此后到達丘腦，並且從那裡被最终傳遞到听觉皮层。
听觉中枢（Central Auditory System）纵跨脑干、中脑、丘脑的大脑皮层，是感觉系统中最长的中枢神经通路之一。自下向上，主要环节包括： 
- 耳蝸核，是脑部负责处理內耳传递的声音信息的第一站[9]。
- 斜方体（英语：Trapezoid body）
- 上橄欖複合體（英语：Superior olivary complex），位於腦橋，並且優先接受來自前腹側耳蝸核的投射，雖然後腹側耳蝸核的投射也在那裡，但它則透過腹側聽紋接收。
- 外侧丘系
- 下丘，位於中腦，在視覺處理中心（上丘（英语：Superior colliculus））之下。
- 內側膝狀體核（英语：Medial geniculate nucleus），是丘腦轉運系統的一部分。
- 听觉皮层，位于大脑皮层颞叶。

## 延伸阅读
- Kandel, et al Principles of Neuroscience. Fourth ed. pp 591–624. Copyright 2000, by McGraw-Hill Co.

## 外部連結
- 漫步耳蝸 （页面存档备份，存于）（英文）
- 聽覺系統（英文）